# Rogério Sampaio
Pour les articles homonymes, voir Cardoso.
Sampaio Cardoso est un nom portugais ; le premier nom de famille (d'usage facultatif) est Sampaio et le second est Cardoso.
Rogério Sampaio Cardoso, né le 12 septembre 1967 à Santos, est un judoka brésilien évoluant dans la catégorie des moins de 65 kg (poids mi-légers) et des moins de 71 kg (poids légers). Il est sacré champion olympique en 1988 en poids mi-légers.

## Palmarès
| Année | Compétition           | Lieu      | Résultat | Catégorie      |
| ----- | --------------------- | --------- | -------- | -------------- |
| 1992  | Jeux olympiques       | Barcelone | 1er      | Moins de 65 kg |
| 1993  | Championnats du monde | Hamilton  | 3e       | Moins de 71 kg |